# Operace Tarnegol 53

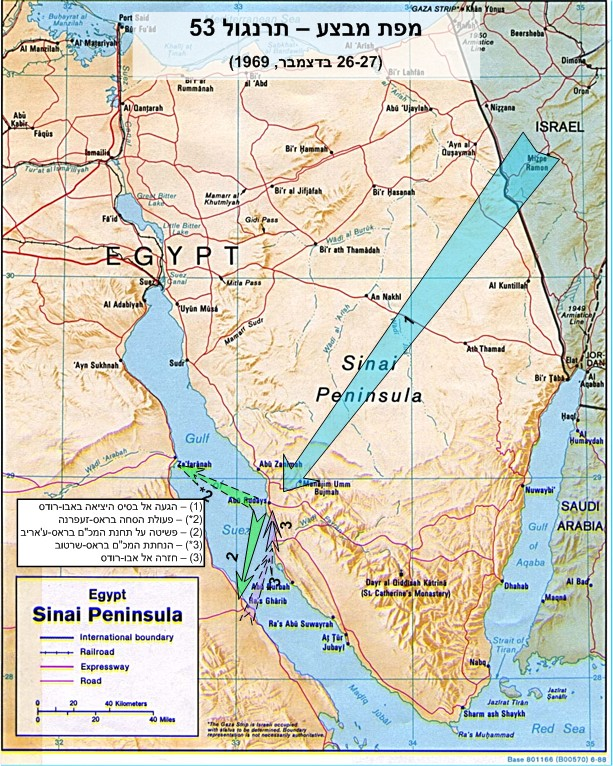
Mapa provedení operace

Operace Tarnegol 53 (hebrejsky: מבצע תרנגול 53, mivca Tarnegol 53, anglicky: Operation Rooster 53, doslova „operace Kohout 53“), jinak též operace Rooster 53 byla izraelská vojenská operace během opotřebovací války, jejímž cílem bylo zmocnit se egyptského radarového systému P-12. Operaci provedla ve dnech 26. až 27. prosince 1969 izraelská elitní jednotka Sajeret Matkal.

## Pozadí

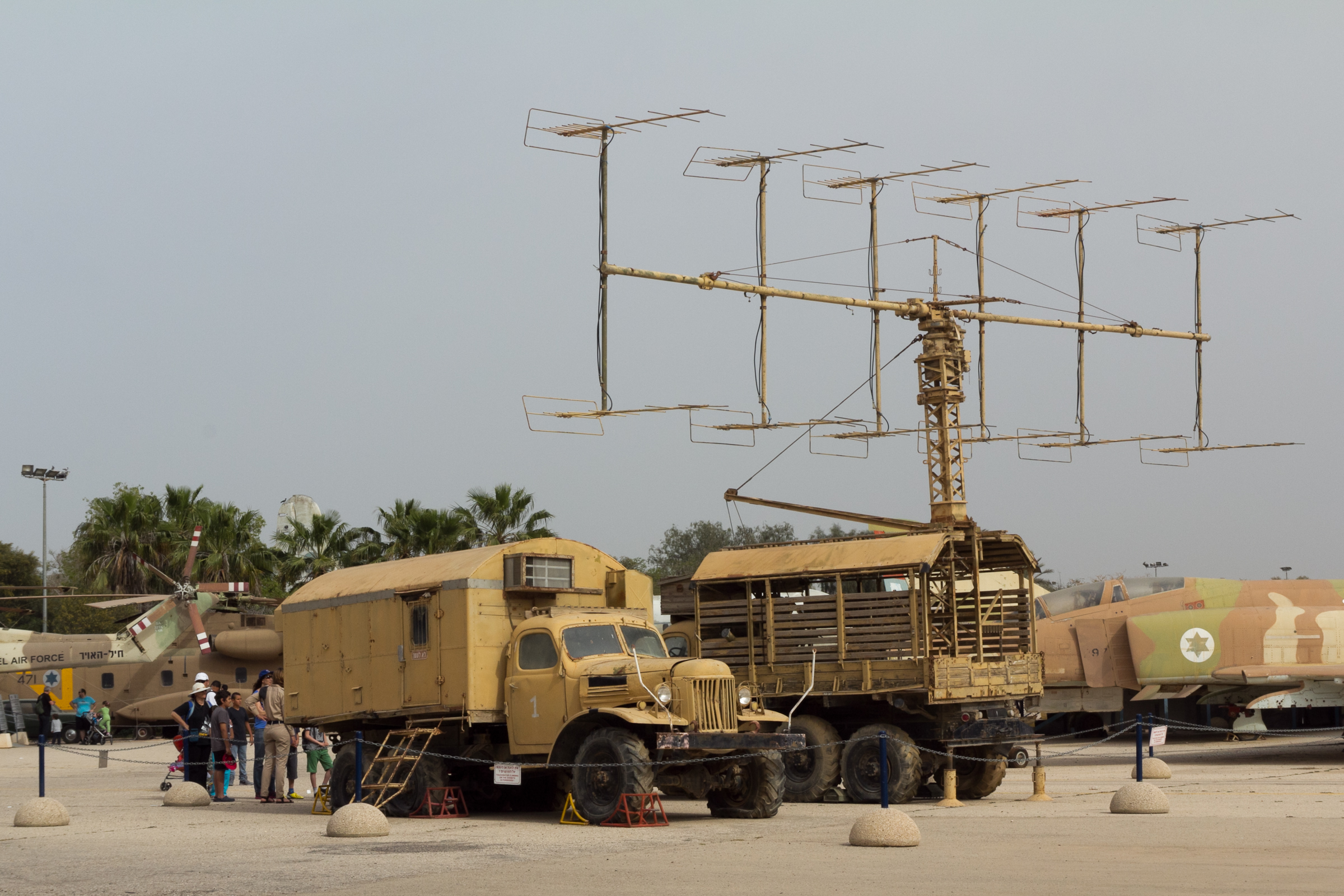
Egyptský radarový systém P-12 v muzeu Chacerim v Izraeli

Opotřebovací válka se rozhořela podél Suezského průplavu, když se Egypt pokusil znovu získat Sinajský poloostrov, který Izrael dobyl během šestidenní války. Egypt tehdy získal značné množství vojenské techniky, včetně tanků, radarových systémů a zbraní od Sovětského svazu. Během šestidenní války se Izraeli podařilo zmocnit se některých dodávek tohoto vybavení, což mu umožnilo získat mnoho poznatků o slabinách egyptské letecké obrany. Po šestidenní válce získal Egypt ze SSSR novější radarový systém a Izrael se snažil zjistit, jak funguje a jak by bylo možné jej obejít. Průzkumné mise ukázaly, že radarový systém P-12 byl umístěn na pláži u Ras-Arab. Plán zničit jej pomocí leteckého úderu byl nakonec zrušen.

## Plánování mise

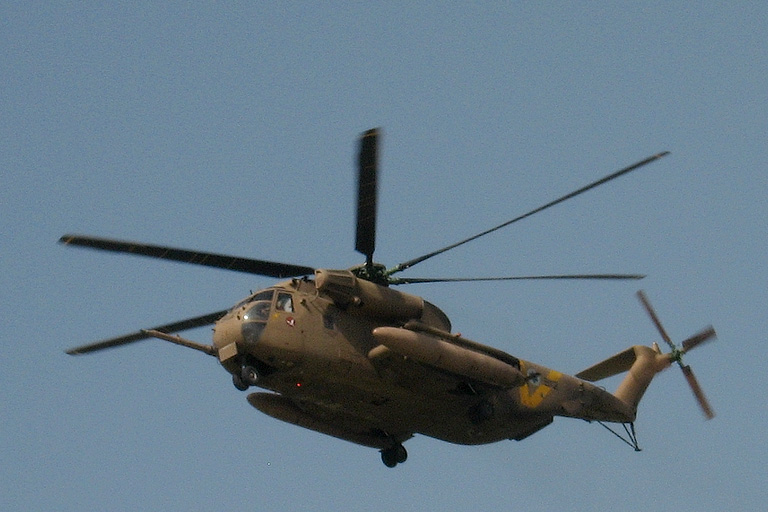
CH-53 „Jasur“, který byl použit pro transport radarového systému

Plánování mise začalo 24. prosince 1969. Poté, co mise získala souhlas od velení izraelské armády, započal trénink na radarových systémech, kterých se Izrael zmocnil během šestidenní války. K převezení radaru na izraelské území pak byly vybrány vrtulníky Sikorsky CH-53.

## Realizace mise
Mise byla zahájena v 21.00 dne 26. prosince. Letouny A-4 Skyhawk a F-4 Phantom napadly egyptské síly podél západního břehu Suezského průplavu a Rudého moře. Hluku způsobeného útoky využily tři vrtulníky Aérospatiale Super Frelon, jež vysadily izraelské výsadkáře, kteří se vydali směrem na západ ke svému cíli. Jednotky výsadkářů postupovaly opatrně, aby nedošlo k jejich odhalení. Když se dostaly poblíž radarového systému, překvapily lehce ozbrojenou obsluhu radaru a rychle převzaly kontrolu nad stanovištěm. Ve 2.00 dne 27. prosince již výsadkáři rozebrali části radarové stanice, které připravili k přesunu do Izraele, a přivolali dva vrtulníky CH-53 z protější strany Rudého moře. Jeden z nich přenášel komunikační karavan a radarovou anténu, zatímco druhý přenášel těžší, téměř čtyřtunový radar. Oba stroje úspěšně odletěly na izraelské území.